# Barnebydendron
Barnebydendron es un género monotípico de plantas de la subfamilia Caesalpinioideae, familia de las legumbres Fabaceae. Su única especie, Barnebydendron riedelii (Tul.) J.H.Kirkbr., es originaria de América.

## Descripción
Es un árbol que alcanza hasta los 35 m de alto*. Tiene las hojas pinnadas; con 4-6 pares de folíolos, opuestos, elípticos a elíptico-oblongos, de 6–8 cm de largo y 2.5–3.5 cm de ancho, ápice agudo a obtuso. La inflorescencia se dispone en forma de racimo  con pocas flores rojas, pedicelo de 10–15 mm de largo. Es fruto es oblongo y algo falcado, de 10–17 cm de largo y 3–5 cm de ancho, comprimido, plano y delgado, con una o dos semillas.
- En Costa Rica se reportó uno de 78 metros de altura, medido en el suelo. Se cortó para dar paso a una línea de transmisión eléctrica.

## Distribución
Se encuentra desde Guatemala a Perú y Brasil.

## Taxonomía
Barnebydendron riedelii fue descrita por (Tul.) J.H.Kirkbr. y publicado en Sida 18(3): 817. 1999.